# Podocnemididae
Podocnemididae là một họ rùa cổ bên có nguồn gốc từ Madagascar và bắc Nam Mỹ. Các loài rùa họ này thường được gọi là "rùa cổ bên" tương quan trực tiếp đến việc chúng không có khả năng rụt đầu về phía sau vào trong mai mà phải ẩn nó sang một bên. Ngoài ra, xương chậu của chúng được hợp nhất với vỏ để ngăn chặn bất kỳ chuyển động nào của xương chậu. Do xương chậu bất động nên chúng không thể đi lại trên cạn, điều này đòi hỏi khả năng vận động của xương chậu nhiều hơn. Vì lý do này, chúng thích hợp nhất với việc bơi lội và do đó chúng sống trong những môi trường nước. Tất cả những loài rùa này đều là động vật thủy sinh, sinh sống trong những con suối và những nơi có nước chảy khác. Vỏ của chúng được sắp xếp hợp lý để hỗ trợ cho việc bơi lội.

## Phân loại và hệ thống
Podocnemididae đã được sáp xác nhập vào họ Pelomedusidae có họ hàng gần thành phân họ Podocnemidinae. Một số tác giả vẫn duy trì sự phân loại này, nhưng ở đây tốt hơn là nên giữ họ riêng biệt trong liên họ Pelomedusoidea.
Họ Podocnemididae chỉ có ba chi còn sinh tồn, hai trong số đó là chi đơn loài:
- Erymnochelys – rùa đầu to Madagasca
- Peltocephalus – rùa sông Amazon đầu to
- Podocnemis – các loài rùa sông cổ bên Nam Mỹ

Họ này cũng có một vài chi tiền sử, bao gồm Albertwoodemys, Bairdemys, Bauruemys, Brontochelys, Caninemys, Cordichelys, Dacquemys, Lapparentemys, Latentemys, Lemurchelys, Mogharemys, Neochelys, Papoulemys, Peiropemys, Pricemys, Shweboemys, Stereogenys, Turkanemys, Cambaremys, Carbonemys, Cerrejonemys, Kenyemys, Roxochelys and Stupendemys. Stupendemys sống khoảng 5,5 triệu năm về trước ở miền bắc Nam Mỹ, và là loài rùa nước ngọt lớn nhất và là trung tâm nhận biết nhiều nhất cho đến nay.